# Alfred Brendel
Alfred Brendel (født 5. januar 1931 i Tjekkiet, død 17. juni 2025 i London) var en østrigsk pianist.
Brendel, der var født i det gamle Tjekkoslovakiet, betragtes som én af de store klassiske pianister fra anden del af det 20. århundrede.
Han gav sin første offentlige koncert, da han var 17 år og indspillede sin første plade fire år senere, nemlig Sergej Prokofjevs 5. klaverkoncert.
Han foretrak at spille værker af Ludwig van Beethoven, Franz Schubert og Wolfgang Amadeus Mozart og indspillede også plader med sin søn Adrian Brendel.